# Agricolagymnasium Hohenmölsen

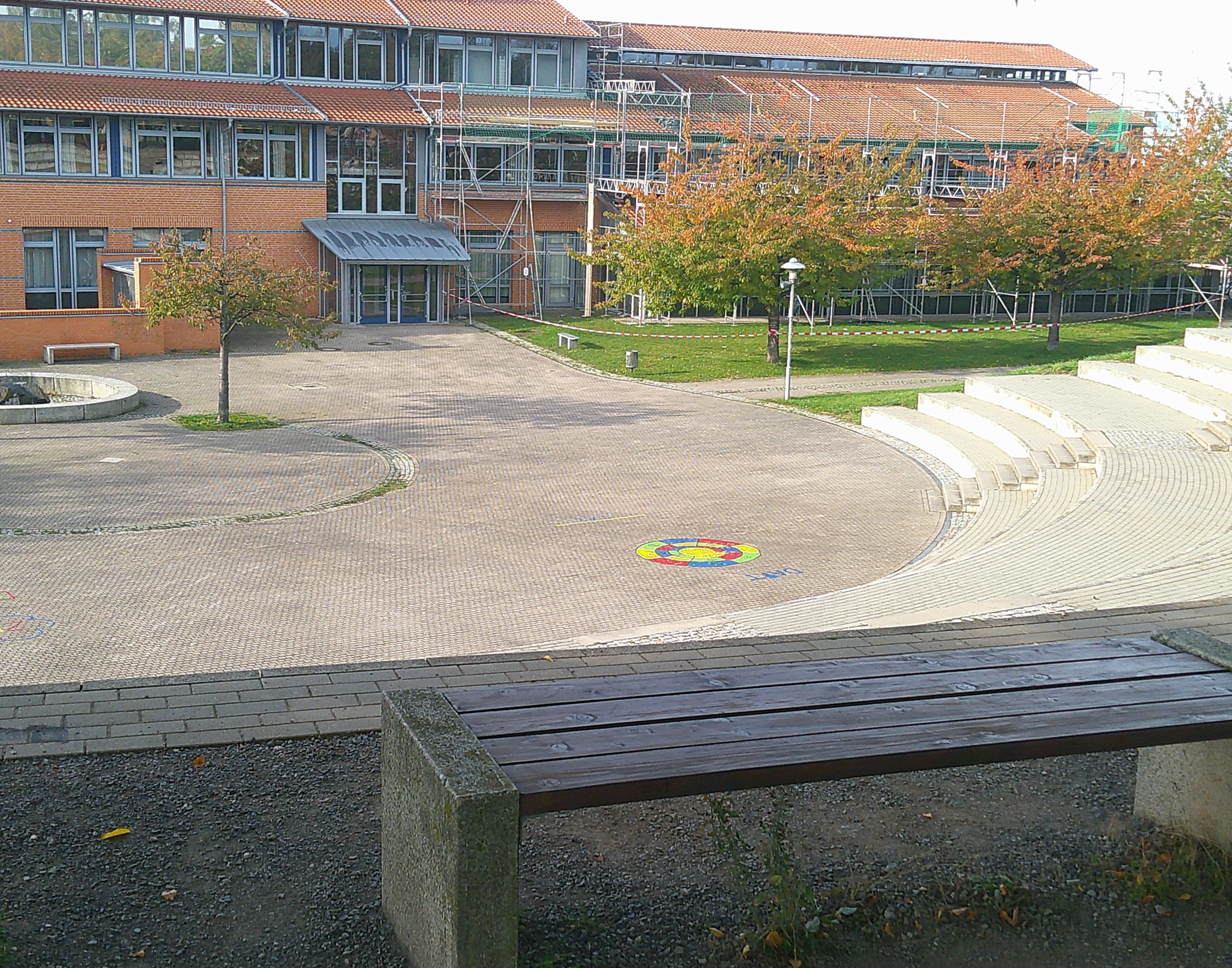
Blick auf ein Nebengebäude aus Richtung des Schulhofs

Das Agricolagymnasium Hohenmölsen ist ein neusprachliches Gymnasium in Hohenmölsen im Burgenlandkreis im südlichen Sachsen-Anhalt. Es ist nach dem neuzeitlichen Gelehrten Georgius Agricola benannt.

## Geschichte
Das Agricolagymnasium wurde 1991 nach der politischen Wende in der ehemaligen DDR und der anschließenden Wiedervereinigung als eine der wenigen Schulen in den östlichen Bundesländern neu gegründet. In den ersten vier Jahren erfolgte der Unterricht in zwei provisorischen Unterkünften in Hohenmölsen und im acht Kilometer entfernten Teuchern.
Im Jahre 1995 wurde der Neubau im Agricolaweg bezogen. Der Standort befindet sich in einem Wohngebiet, das für die Bewohner von Großgrimma errichtet wurde, deren Häuser dem Braunkohlebergbau weichen mussten.
Ein Teil des Schulhofs ist architektonisch einem antiken Amphitheater nachempfunden.
Ab 1998 bestand für Französischschüler ein Austauschprogramm mit einem Lehrerfortbildungsinstitut in Liège in Belgien.
Frank Hoffmann übernahm 2023 die Schulleitung, der die Nachfolge von Frank Meudtner antrat.

## Profil und Fremdsprachen
Schwerpunkte der pädagogischen Arbeit sind die Bereiche Nachhaltigkeit und Innovation. Neben Englisch können Französisch und Russisch als weitere Fremdsprachen belegt werden. Es besteht ein Schüleraustauschprogramm mit der französischen Gemeinde Lanmeur sowie mit einer Schule in den USA.
Zudem finden über die Initiative „Schulen: Partner der Zukunft“ Austausche mit einer Schule in Yerevan, Armenien statt.

## Schülerzeitung
Seit 1991 erscheint vier- bis fünfmal jährlich die Schülerzeitung Cola-News. 2011 war sie erfolgreich bei einem Wettbewerb des Kultusministeriums Sachsen-Anhalt und des Verbandes junger Medienmacher in Sachsen-Anhalt und erhielt vom Ministerium in Magdeburg eine finanzielle Förderung für die Anschaffung neuer Technik und Bücher. Zwischenzeitlich wurde die Printausgabe eingestellt. Seit 2019 erscheint sie auf Wunsch der jüngeren Schüler jedoch sowohl online als auch wieder in gedruckter Form.

## Auszeichnungen
- Das Agricolagymnasium ist seit 2003 anerkannte UNESCO-Projektschule[19]